# صابون حلبي

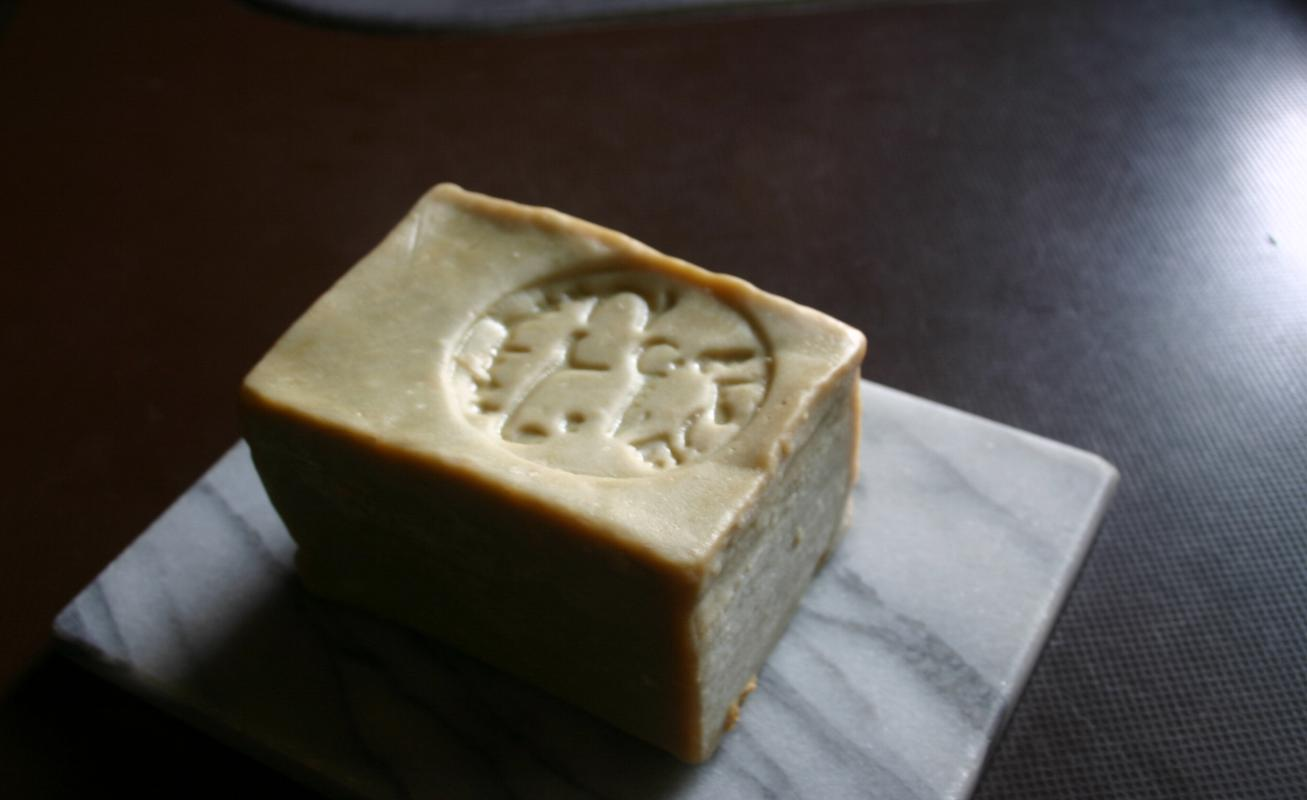
قطعة صابون حلبي

الصابون الحلبي أو صابون الغار أو صابون رَگ‍ي هو نوع من أنواع الصابون مُصنَّع من زيت الزيتون أو من زيوت نباتية أخرى وسمي كذلك لأن مدينة حلب في سوريا هي أقدم وأشهر المدن في صناعته.

## مكوناته

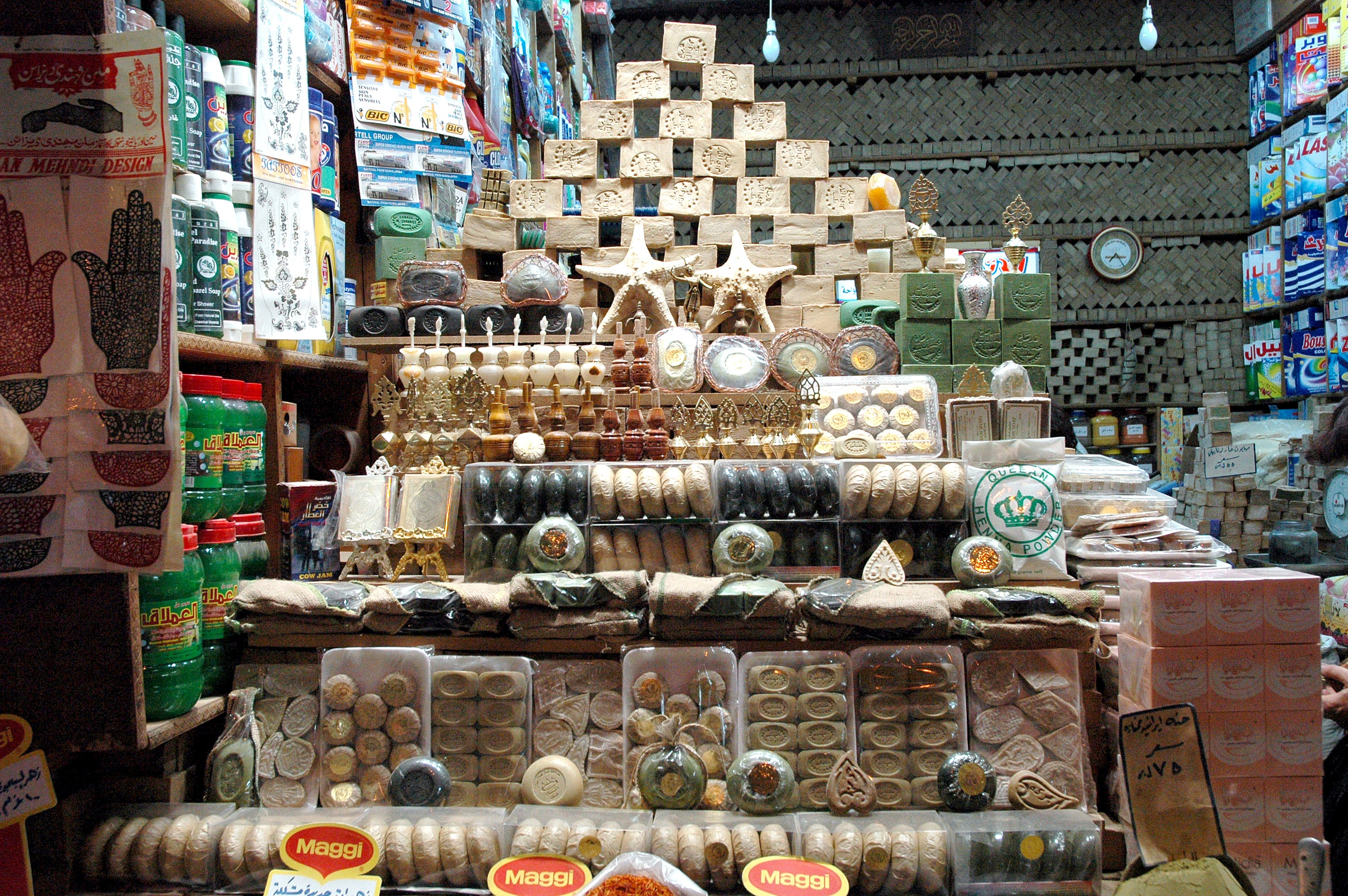
صابون غار في أحد أسواق حلب في سوريا

يتكون الصابون الحلبي التقليدي من زيت المطراف، وهو زيت يستخرج من عصر الزيتون مرة ثانية، بعد استخراج زيت المائدة منه في العصرة الأولى، وزيت الغار بالإضافة إلى ماءات الصوديوم.
عند تصنيع الصابون الغار الحلبي يكون بلون أخضر ويحتاج لفترة ست أشهر للتجفيف واليباس

## تاريخ صناعته
يعود تاريخ صناعة صابون الغار في حلب إلى ما قبل 2000 عام قبل الميلاد، ولم تتغير طريقة صناعة الصابون بشكل كبير منذ ذلك الحين حيث لا زالت تحافظ على طريقة الإنتاج التقليدي الشبه يدوية مع بعض التطور مع مرور الزمن .

## شهرة الصابون الحلبي

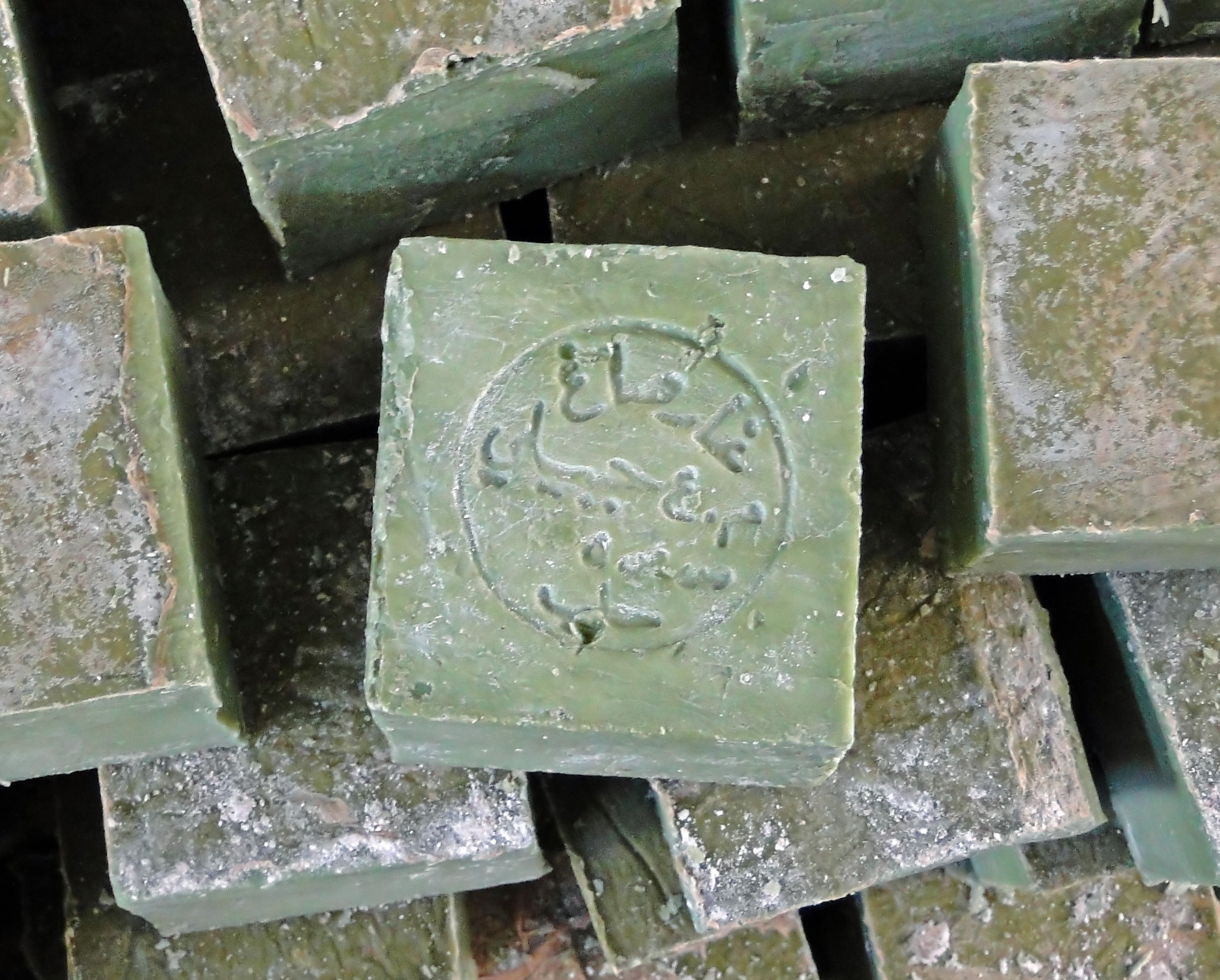
صابون حلبي

اشتهرت مدينة حلب بهذا النوع من الصابون الطبيعي ويتميز الصابون الحلبي بكونه صابون طبيعي مصنوعاً من مواد طبيعية ولا تدخل في تركيبته المواد الكيميائية كما في الصابون العادي إضافة إلى أنه لا يسبب الحساسية ولا يجعل الجلد جافاً.
عُرف صابون حلب في الكثير من المناطق والبلاد في سوريا وغيرها، ويغلب زيت الزيتون على صناعة الصابون الحلبي وغيره من أنواع الصابون التقليدي حيث تتشابه طريقة الصنع والمواد المستخدمة إلا أن الفارق الوحيد هو إضافة نكهة الغار، بالإضافة إلى نوعية زيت الزيتون المستخدم، حيث تختلف رائحة ولون الصابون الحلبي عن غيره اختلافاً واضحاً.
تم تسجيل الصابون الغار على قائمة التراث العالمي لدى اليونيسكو. 

## معرض الصور

محل صابون حلب في الموصل، العراق
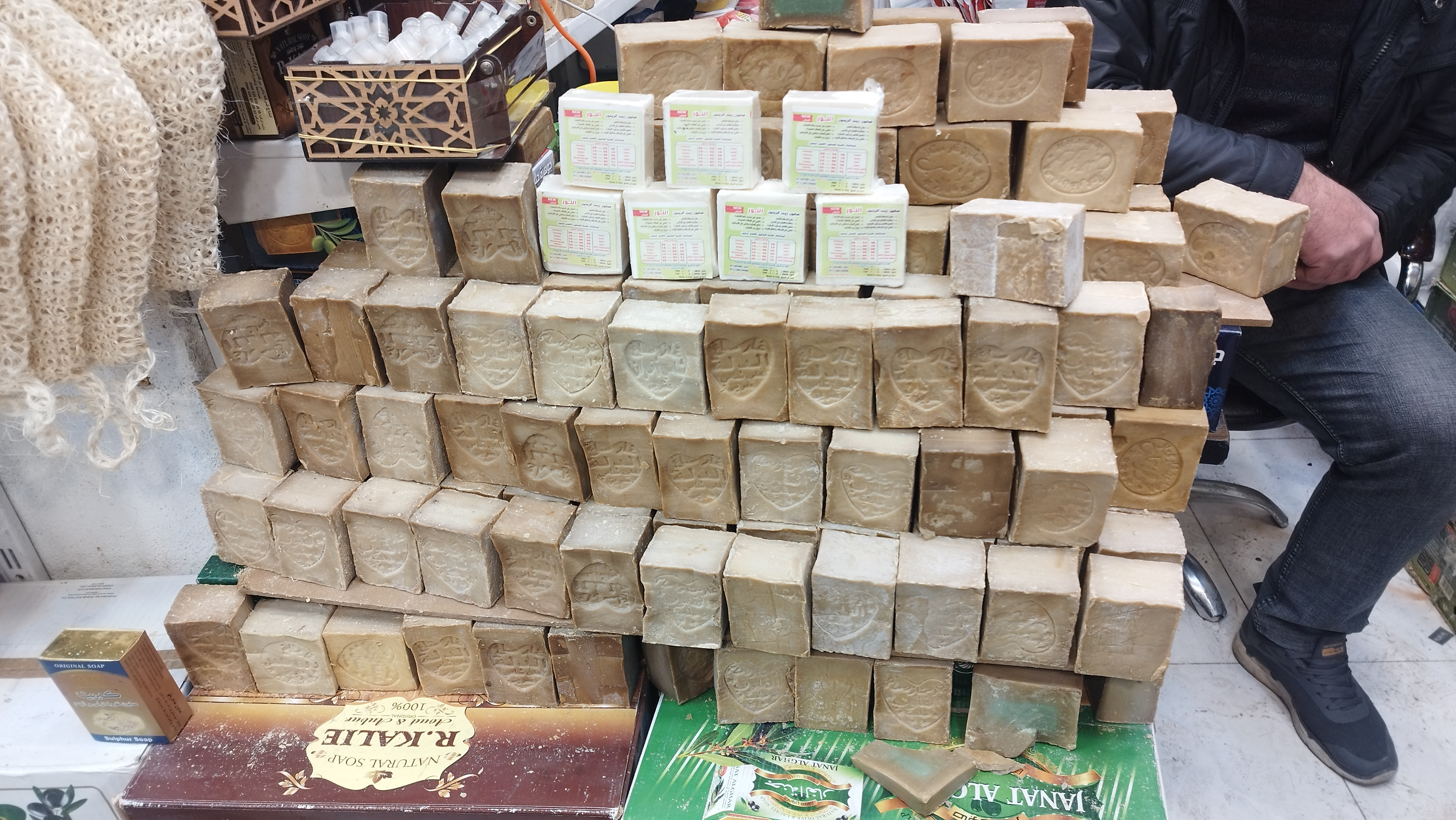
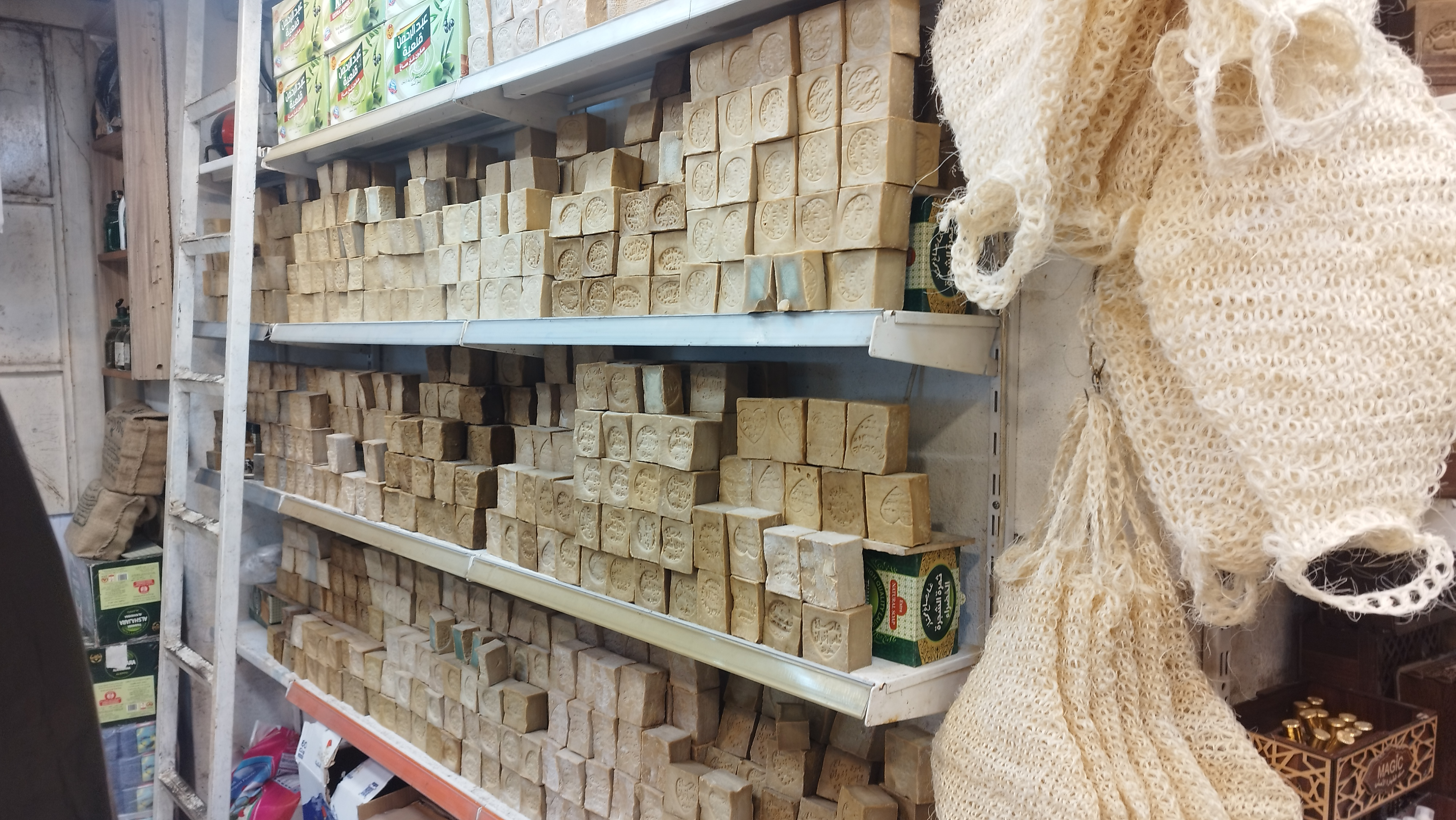
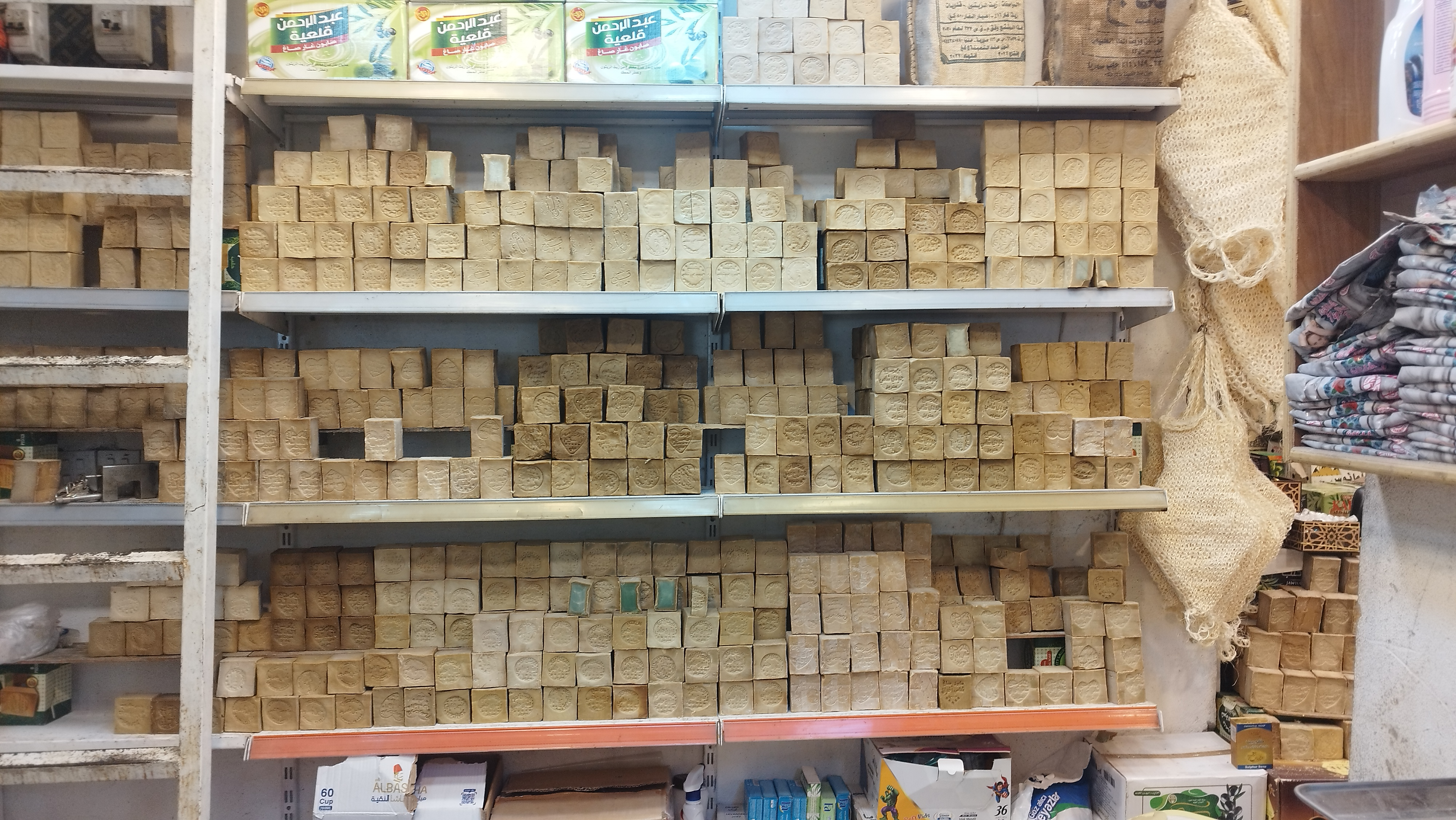

## اقرأ أيضاً
- صابون نابلسي
- صابون مرسيليا
- صابون قشتالي